# Polska na Młodzieżowych Mistrzostwach Europy w Lekkoatletyce 1997
Polska na Młodzieżowych Mistrzostwach Europy w Lekkoatletyce 1997 – reprezentacja Polski podczas pierwszej w historii edycji czempionatu Starego Kontynentu dla zawodników do lat 23 zdobyła 11 medali w tym dwa złote.

## Rezultaty

### Mężczyźni
- bieg na 100 metrów
  - Marcin Krzywański zajął 7. miejsce
  - Piotr Balcerzak odpadł w półfinale
- bieg na 200 metrów
  - Ryszard Pilarczyk zajął 3. miejsce
- bieg na 400 metrów
  - Piotr Haczek zajął 2. miejsce
  - Piotr Długosielski zajął 8. miejsce
- bieg na 800 metrów
  - Grzegorz Krzosek zajął 3. miejsce
  - Wojciech Kałdowski zajął 8. miejsce
- bieg na 1500 metrów
  - Jakub Fijałkowski odpadł w eliminacjach
  - Sebastian Miller odpadł w eliminacjach
- bieg na 5000 metrów
  - Eryk Szostak zajął 9. miejsce
- bieg na 10 000 metrów
  - Dariusz Kruczkowski zajął 8. miejsce
  - Wiesław Figurski zajął 12. miejsce
- bieg na 400 metrów przez płotki
  - Bartosz Gruman zajął 6. miejsce
  - Karol Radke odpadł w eliminacjach
- bieg na 3000 metrów z przeszkodami
  - Tomasz Sikorski zajął 11. miejsce
- sztafeta 4 × 100 metrów
  - Marcin Krzywański, Dariusz Adamczyk, Piotr Balcerzak i Ryszard Pilarczyk zajęli 2. miejsce
- sztafeta 4 × 400 metrów
  - Ryszard Pilarczyk, Piotr Długosielski, Jacek Bocian, Piotr Haczek oraz Bartosz Gruman (półfinał) zajęłi 1. miejsce
- chód na 20 kilometrów
  - Roman Magdziarczyk zajął 13. miejsce
- skok wzwyż
  - Marcin Kaczocha zajął 3. miejsce
  - Szymon Kuźma zajął 6.-7. miejsce
- skok w dal
  - Grzegorz Marciniszyn zajął 9. miejsce
  - Krzysztof Łuczak odpadł w kwalifikacjach
- trójskok
  - Paweł Zdrajkowski zajął 10. miejsce
- pchnięcie kulą
  - Przemysław Zabawski zajął 5. miejsce
  - Sebastian Wenta odpadł w kwalifikacjach
- rzut dyskiem
  - Andrzej Krawczyk zajął 1. miejsce
- rzut młotem
  - Szymon Ziółkowski zajął 2. miejsce

### Kobiety
- bieg na 800 metrów
  - Dorota Fiut zajęła 2. miejsce
- bieg na 1500 metrów
  - Lidia Chojecka zajęła 2. miejsce
  - Anna Łopaciuch zajęła 11. miejsce
- bieg na 100 metrów przez płotki
  - Aurelia Trywiańska zajęła 4. miejsce
- bieg na 400 metrów przez płotki
  - Małgorzata Pskit zajęła 3. miejsce
- skok wzwyż
  - Agnieszka Giedrojć-Juraha zajęła 10.-11. miejsce
- skok w dal
  - Bożena Trzcińska zajęła 12. miejsce
- trójskok
  - Aneta Sadach zajęła 10. miejsce
  - Liliana Zagacka zajęła 12. miejsce
- pchnięcie kulą
  - Katarzyna Żakowicz zajęła 5. miejsce
- rzut dyskiem
  - Jolanta Borawska odpadła w kwalifikacjach
- rzut młotem
  - Agnieszka Pogroszewska zajęła 12. miejsce
  - Jolanta Borawska odpadła w kwalifikacjach